# Місто Сміттярів (Каїр)
Місто Сміттярів у Каїрі або Маншият-Насір (араб. منشية ناصر, Manšīyat Nāṣir) — християнський (коптський) квартал на околиці Каїра (Єгипет), населення якого переважно зайняте у збиранні сміття по всьому місту з метою його подальшої переробки та утилізації.

## Історія
Місто Сміттярів як район Каїра з'явилось 1969 року, коли міська адміністрація постановила всіх збирачів сміття зосередити в одній місцині біля пагорбів Мокаттам (Al-Mokattam‎) на східній околиці неподалік від Цитаделі Саладіна.

## Населення
Місто Сміттярів населяють представники однієї з основних етноконфесійних меншин Єгипту — копти. Збирання сміття в місті є їхнім традиційним промислом протягом багатьох років.
Квартал має власну розвинену інфраструктуру — магазини, кав'ярні, підприємства громадського призначення і побутового обслуговування.
За приблизними підрахунками, тут проживають понад 40 000 осіб.

### Заббаліни

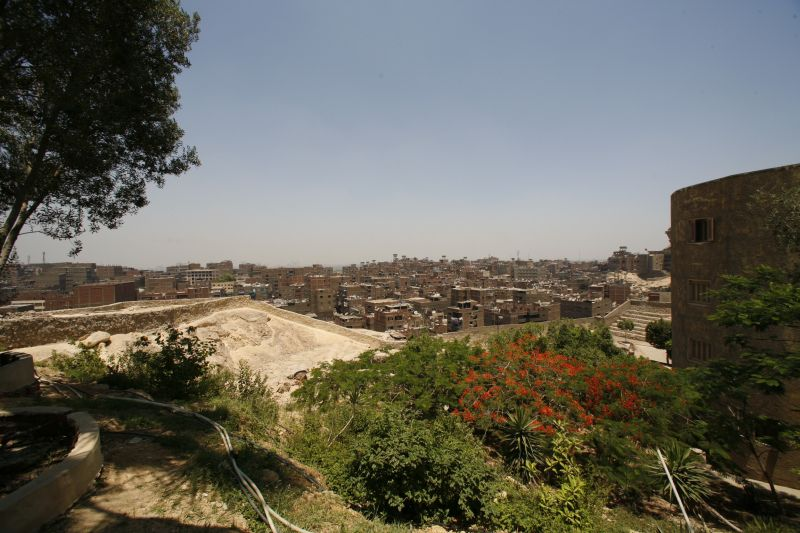
Загальний вигляд кварталу згори

Осіб, які живуть збиранням сміття, виокремлюють у Єгипті в особливу соціальну групу — заббаліни (араб. زبالين, Zabbaleen).
Збирання, сортування і переробка сміття є родинною справою й забезпечує відносно непоганий за місцевими мірками прибуток тим, хто в ній задіяний.
Домовласники дають певну плату збирачам за вивезення сміття з їхньої території. Держава фактично жодним чином не регулює цю діяльність, але й не чинить перепон.
Типовий будинок у кварталі має декілька поверхів: на першому розташовані великі приміщення для сортування та пакування сміття, верхні ж поверхи є житловими. На дахах багатьох будинків містяться своєрідні склади з тюками й упаковками відсортованої та готової для вивезення утилізованої сировини. Тут же, на деяких будинках, стоять металеві помости для спалення відходів, що не піддаються утилізації.
Харчові відходи використовуються як корм для свиней, тому мусульмани по праву вважають таку діяльність для себе неприйнятною з релігійних міркувань («нечистою»).
Цікаво, що цю в цілому архаїчну систему збирання й утилізації сміття, тим не менше, визнано однією з найефективніших у світі — заббаліни утилізують до 85 % зібраного сміття.

## Екологічний стан
Специфічна діяльність основної маси населення кварталу породжує стійкий неприємний запах, що панує тут. А спалення просто неба значного числа відходів сильно шкодить якості повітря як у Місті Сміттярів, так і в Каїрі в цілому — за цим показником Каїр посідає дуже низькі місця.
Однак це становище є фактично вимушеним компромісом в умовах такого величезного мегаполіса, як Каїр, оскільки примітивна, за сучасними поняттями, ручна утилізація уможливлює утримання міста у відносній чистоті, що є дуже важливим в умовах єгипетського спекотного клімату.

## Архітектура та визначні пам'ятки

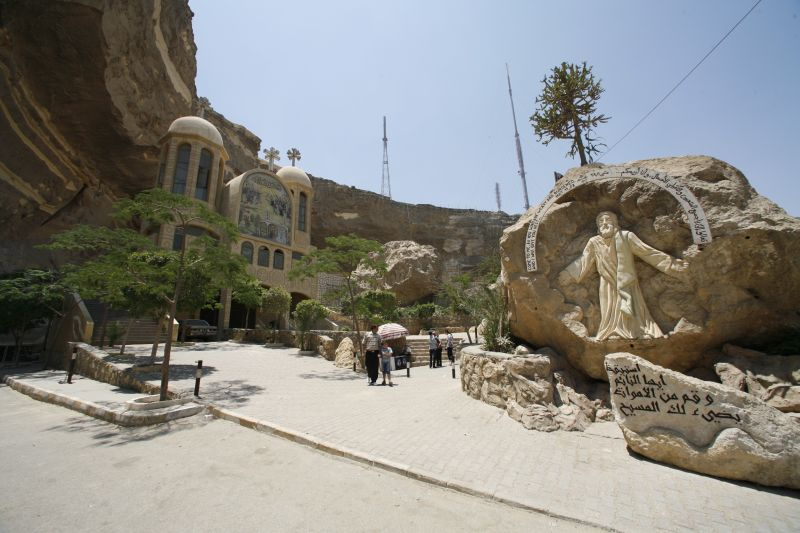
Печерний храмовий комплекс монастиря Св. Сімеона шевця в Каїрі

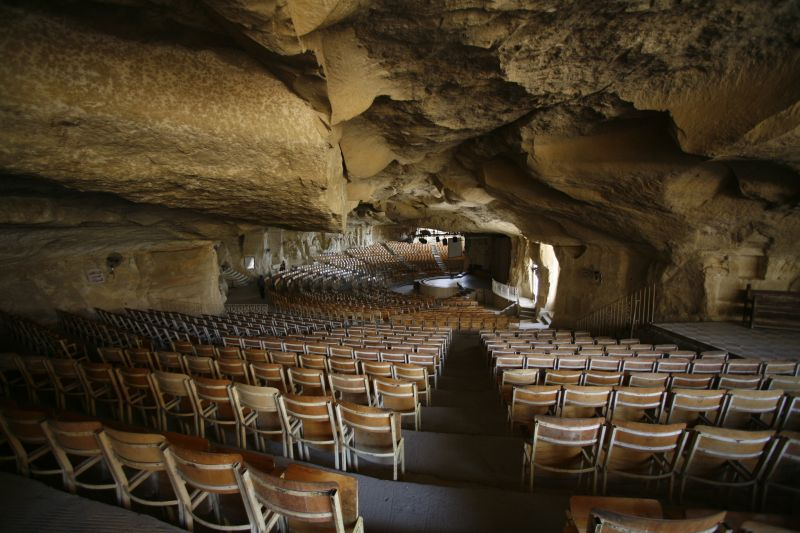
Інтер'єр Кафедрального собору Св. Діви Марії та Св. Сімеона шевця в Каїрі

### Монастир Святого Сімеона шевця
У верхній частині кварталу зведено чудовий коптський православний монастир Святого Сімеона шевця (Sama'an el-Dabbagh), що складається з декількох церков і каплиць, розташованих як в окремих будівлях, так і в печерах у глибині гори.
На прямовисних стінах скельної породи вирізьблені і намальовані сцени на різноманітні євангельські та біблейські сюжети.
Тут же містяться дитячий садочок, школа і низка благочинних християнських установ.
Кафедральний собор Св. Діви Марії та Св. Сімеона є найбільшим на Близькому та Середньому Сході й може вмістити до 20 тисяч відвідувачів.

### Святий Сімеон швець
Шанований Коптською православною церквою святий (також відомий як «швець», «чоботар»), що жив тут у X столітті й уславився тим, що начебто зрушив з місця гору Мокаттам перед обличчям халіфа Аль-Муїзз лідініллах Абу Таміма Маадд ібн Ісмаїла (953—975).
У серпні 1991 року в одній з церков старої частини Каїру під час археологічних розкопок були виявлені його мощі, що тепер зберігаються в монастирі його імені.

## Виноски
1. ↑  From Cairo’s trash, a model of recycling. Old door-to-door method boasts 85 % reuse rate. Архів оригіналу за 10 жовтня 2008. Процитовано 28 квітня 2022.
2. ↑  Архівована копія. Архів оригіналу за 25 листопада 2009. Процитовано 4 грудня 2009.{{cite web}}:  Обслуговування CS1: Сторінки з текстом «archived copy» як значення параметру title (посилання)
3. ↑  Архівована копія. Архів оригіналу за 12 лютого 2012. Процитовано 4 грудня 2009.{{cite web}}:  Обслуговування CS1: Сторінки з текстом «archived copy» як значення параметру title (посилання)
4. ↑  Meinardus, Otto F.A (2002). «Coptic Saints and Pilgrimages», p.58. The American University in Cairo Press.,Cairo